# لودويغ غروبر
لودويغ غروبر (بالألمانية: Ludwig Gruber)‏ (و. 1874 – 1964 م) هو ملحن، وموزع (موسيقى) نمساوي، ولد في فيينا، توفي في فيينا، عن عمر يناهز 90 عاماً.

## جوائز
حصل على جوائز منها:

Ring of Honour of the City of Vienna ‏

## وصلات خارجية
- لودويغ غروبر على موقع IMDb (الإنجليزية)
- لودويغ غروبر على موقع ميوزك برينز (الإنجليزية)
- لودويغ غروبر على موقع ديسكوغز (الإنجليزية)

- لودويغ غروبر في قاعدة بيانات الأفلام على الإنترنت